# 日本マナー・プロトコール協会
日本マナー・プロトコール協会（にほんマナー・プロトコールきょうかい）とは、日本のNPO法人（内閣府NPO法人認証取得）。
日本人として、社会人として必要不可欠なマナーやプロトコル（国際儀礼）について、その本質を探求し、それらを広く普及、啓発していくことを目的として設立された。

## 概要
1992年 学生時代から国際交流に関わっていた三浦博史 （一般財団法人青少年国際交流推進センター理事） が、 政府主催の「第4回世界青年の船」のナショナルリーダー （青年代表） として参加した際、各国の青年から日本の正式なマナーやしきたり等を尋ねられ、 「間違ったことを伝えてはいけない」ことを痛感し、下船後、当時、マナー教育の第一人者であった酒井美意子(ハクビ総合学院学長)、「欧羅巴（ヨーロッパ）・日本正統派マナー事典―文化ギャップをうめる」の著者である司良介、 日本の伝統的礼儀作法の権威である小笠原忠統(小笠原家第32代当主・小笠原流礼法宗家)、 神道、しきたり、民俗学権威の阿部美哉（元國學院大學学長）らと共に、外国人はもとより、 次世代に日本の正しいマナーを伝えるべく、データベースの構築と組織化の準備を始めた。
その後、英語検定試験「国際コミュニケーション英語能力テスト （TOEIC）」の創設者である北岡靖男、日本航空出身でCS（顧客満足）指導を行っていた明石伸子らと共に、2003年、内閣府の認証を受け、特定非営利活動法人日本マナー・プロトコール協会が設立された。
主な役員には明石伸子（理事長）、三浦博史（専務理事）、木村克也（理事・事務局長）の他、服部幸應（服部学園理事長）、池田弘（新潟総合学園総長）、寺西千代子（元外務省儀典企画官）、荷見三七子（日航財団常務理事）、茂木貞純 （國學院大學神道文化学部教授）らがいる。
また、同会が主宰する「マナー・プロトコール検定」は2015年9月9日に文部科学省が後援する検定となっている。
所在地は東京都千代田区平河町1-9-9　レフラスック平河町ビル5階

## マナー・プロトコール検定
「マナー・プロトコール検定」を実施しており、検定合格講座（通信教育:2種類）の開発や運用を行っている。また、マナー、接遇、冠婚葬祭や国際儀礼などについて講座・セミナー等を実施する他、マナー・プロトコール講師養成講座、協会認定講師制度など、指導者育成にも力を入れている。マナー・プロトコール検定は2015年9月9日に文部科学省が後援する検定となっている。
　　　　　　　　　　　　　　　　　　　　

## その他
「プロトコール・マナー協会」という団体もあるが、別団体であり、関係はない。